# Vyškovce nad Ipľom
Vyškovce nad Ipľom este o comună slovacă, aflată în districtul Levice din regiunea Nitra, pe malul râului Ipeľ⁠(d). Localitatea se află la altitudinea de 123 m deasupra n.m., se întinde pe o suprafață de 19,3 km2 și în 2017 număra 673 de locuitori.

## Istoric
Localitatea Vyškovce nad Ipľom este atestată documentar din 1256.

## Demografie
| An:                | 1994 | 2004   | 2014   | 2024   |
| ------------------ | ---- | ------ | ------ | ------ |
| Număr de persoane: | 711  | 700    | 664    | 652    |
| Diferență:         |      | −1,54% | −5,14% | −1,80% |

| An:                | 2023 | 2024   |
| ------------------ | ---- | ------ |
| Număr de persoane: | 657  | 652    |
| Diferență:         |      | −0,76% |